# گوریلا گراد
گوریلا گراد (به انگلیسی: Gorilla Grodd) یک شخصیت خیالی شرور بزرگ در کتاب‌های کامیک آمریکایی منتشر شده توسط دی‌سی کامیکس است که اغلب به عنوان دشمن شخصیت فلش که توسط فلش معکوس به وجود آمده تصویر می‌شود. شخصیت گوریلا گراد توسط نویسنده جان بروم و طراح کارمین اینفانتینو خلق شده است که برای اولین بار در شمارهٔ ۱۰۶ مجموعه فلش (مه ۱۹۵۹) حضور پیدا کرد.
قدرت اصلی گراد در کامیک ها هوش فراوان آن است